# Gigabit Ethernet

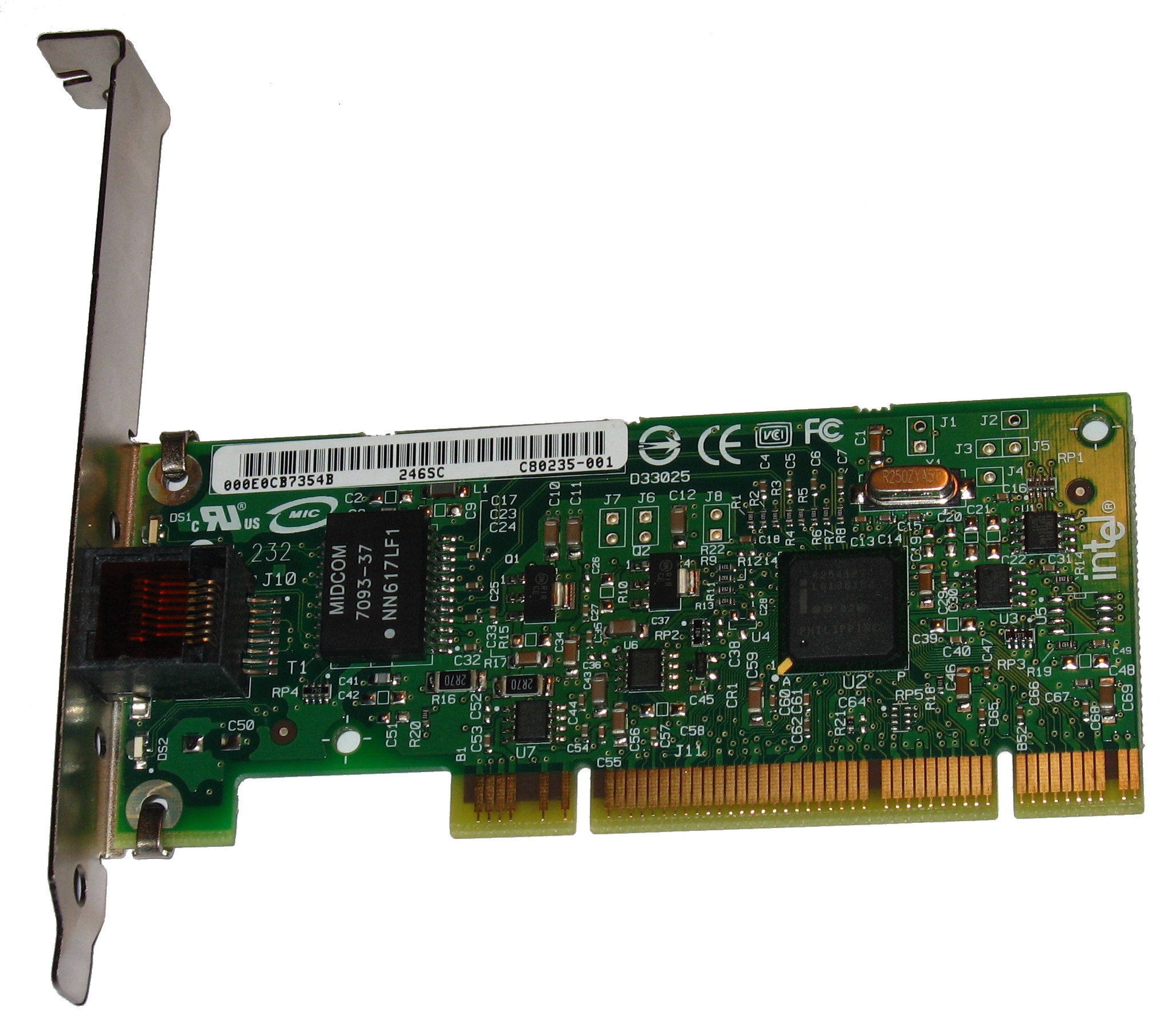
Intel PRO/1000 GT Gigabit Ethernet PCI netwerkkaart

Gigabit Ethernet is een implementatie van ethernet die apparaten in staat stelt om te communiceren via een computernetwerk tegen een snelheid van 1 Gbps. De meest gebruikte variant, 1000BASE-T, wordt gedefinieerd door de IEEE 802.3ab-standaard. Gigabit Ethernet werd vanaf 1999 in gebruik genomen en heeft Fast Ethernet grotendeels verdrongen in local area netwerken omdat het aanzienlijk sneller is en tegelijkertijd gebruik kan maken van de reeds aanwezige netwerkbekabeling. In 2002 werd de standaard voor het snellere 10 Gigabit Ethernet gepubliceerd.

## Geschiedenis
Ethernet werd in de vroege jaren zeventig ontwikkeld door Xerox PARC en groeide in de jaren tachtig uit tot een wijdverspreid fysiek en datalink-protocol. Medio jaren negentig verhoogde Fast Ethernet de snelheid van 10 naar 100 Mbps. Gigabit Ethernet was de volgende stap die de snelheid verhoogde naar 1000 Mbps.
De eerste standaard voor Gigabit Ethernet werd in juni 1998 gepubliceerd door het IEEE als IEEE 802.3z en maakte gebruik van glasvezel. Deze standaard wordt gewoonlijk aangeduid als 1000BASE-X, waarbij de "-X" verwijst naar de "-CX", "-SX", "-LX" en (officieuze) "-ZX" varianten.
In 1999 werd de IEEE 802.3ab-standaard gepubliceerd voor Gigabit Ethernet over unshielded twisted pair (UTP) Cat5-, Cat5e- of Cat6-kabel. Deze variant wordt meestal aangeduid als 1000BASE-T. Met de komst van 802.3ab konden bedrijven hun bestaande koperen netwerkbekabeling blijven gebruiken om over te schakelen naar Gigabit Ethernet.
In 2004 kwamen er met IEEE 802.3ah nog twee gigabit-glasvezelstandaarden bij: 1000BASE-LX10 en 1000BASE-BX10.
Aanvankelijk werd Gigabit Ethernet alleen gebruikt voor snelle backbone netwerkverbindingen. De Apple Power Mac G4 en PowerBook G4 waren in 2000 de eerste personal computers die uitgerust waren met een 1000BASE-T-poort.  Daarna begonnen ook andere fabrikanten het al snel standaard aan te bieden in hun computers.
Alhoewel de IEEE-specificatie nog steeds de mogelijkheid biedt om half-duplex gigabitverbindingen te gebruiken via hubs, worden in de praktijk alleen nog full-duplex gigabitverbindingen via switches gebruikt.

## Koper

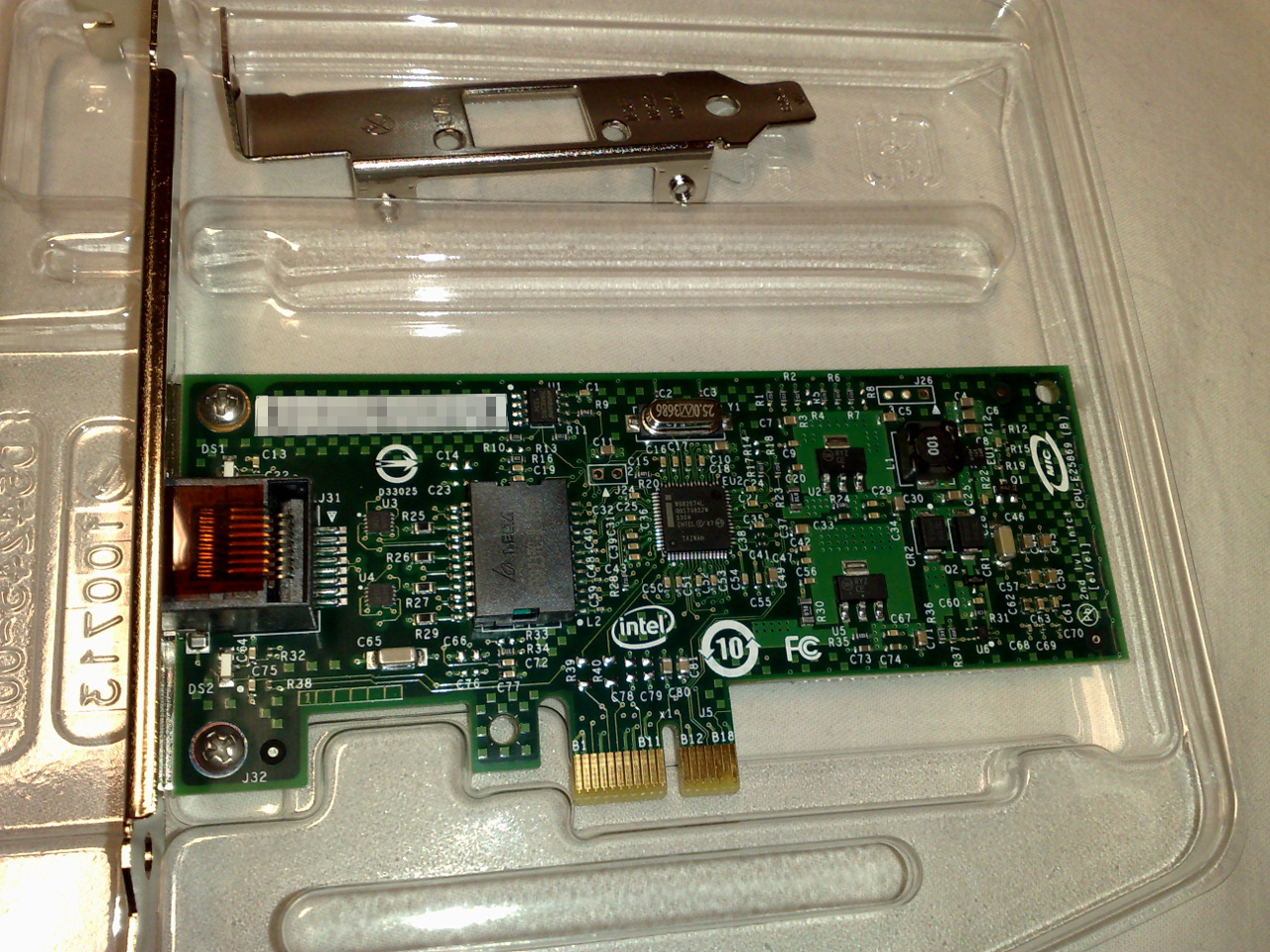
Intel 1000BASE-T PCIe netwerkkaart

1000BASE-T is de standaard voor Gigabit Ethernet-verbindingen die gebruik maken van twisted-pair-koperkabels met RJ45-connectoren. De maximale kabellengte bij 1000BASE-T is beperkt tot 100 meter, net als bij 10BASE-T en Fast Ethernet. Autonegotiatie is verplicht bij 1000BASE-T. Bijna alle Gigabit-installaties zijn 1000BASE-T. 
1000BASE-Tfull-duplex over vier kabelparen, vereist minstens een Cat5-kabel (IEEE 802.3 clausule 40, voorheen IEEE 802.3ab)
1000BASE-T1full-duplex over een kabelpaar met een maximale kabellengte van 15 of 40 meter, wordt gebruikt in de autoindustrie en M2M (IEEE 802.3 clausule 97, voorheen IEEE 802.3bp)
1000BASE-TXgoedkopere variant van 1000BASE-T die vier unidirectionele kabelparen gebruikt in plaats van vier bidirectionele paren, vereist minstens een Cat6-kabel, wordt niet meer gebruikt (TIA/EIA-854)
1000BASE-CXfull-duplex over twee kabelparen van een shielded twisted pair (STP) kabel met een maximale lengte van 25 meter, vroege implementatie van Gigabit Ethernet over koper, grotendeels verdrongen door 1000BASE-T (IEEE 802.3 clausule 39)
1000BASE-KXeen variant voor gebruik over backplanes (IEEE 802.3 clausule 70, voorheen IEEE 802.3ap)

## Glasvezel

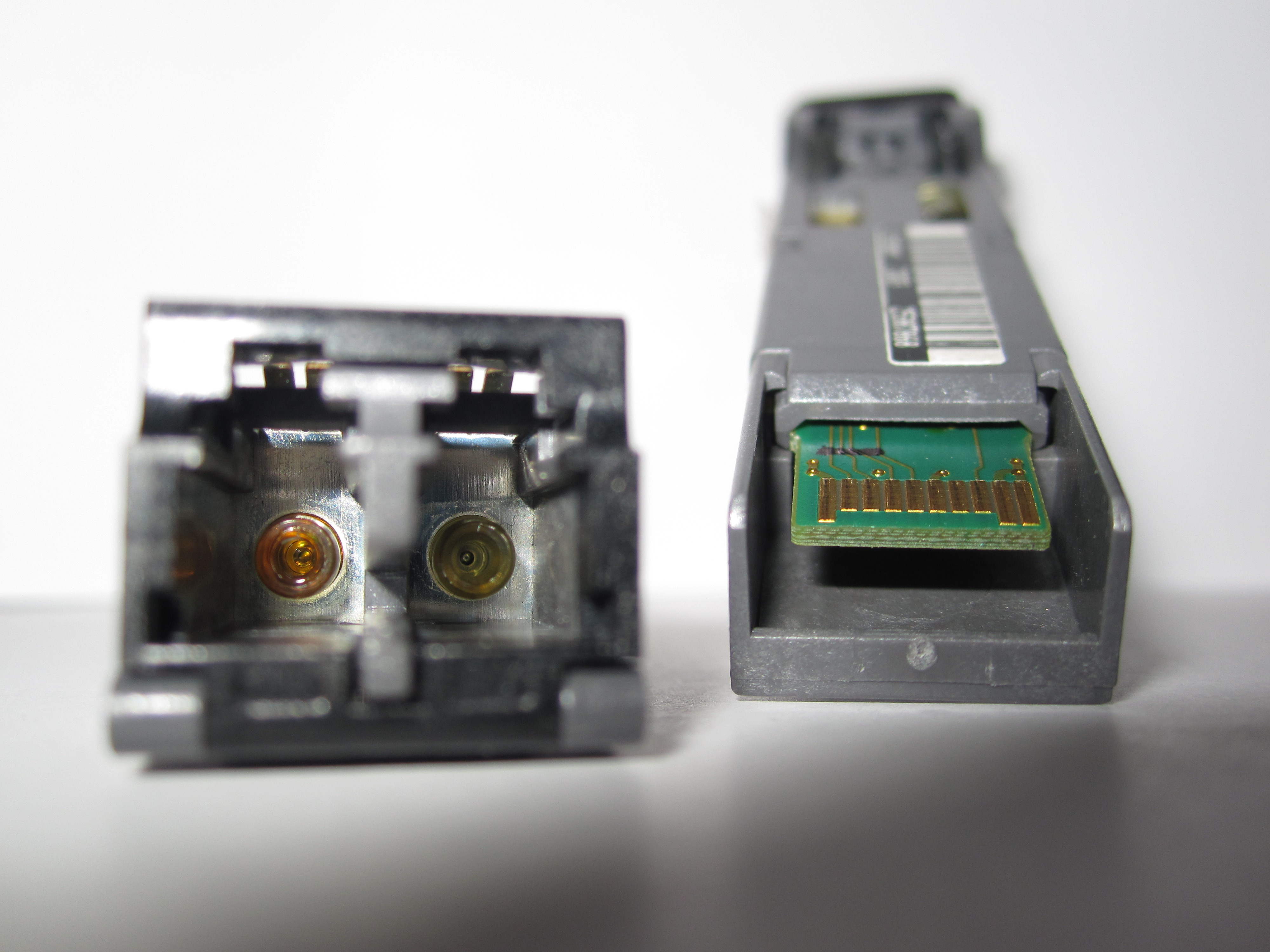
1000BASE-SX SFP transceivers

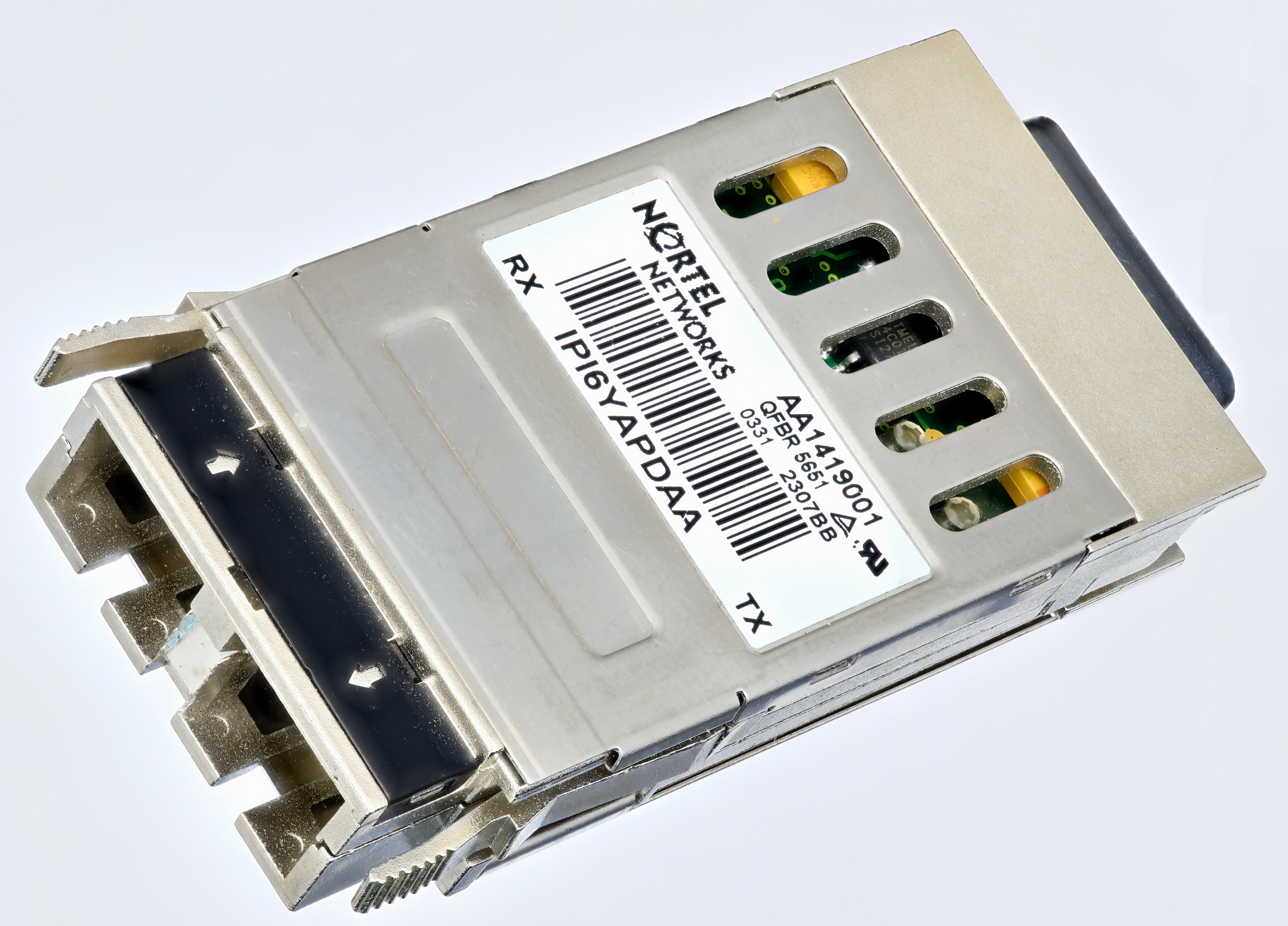
Nortel 1000BASE-SX GBIC transceiver

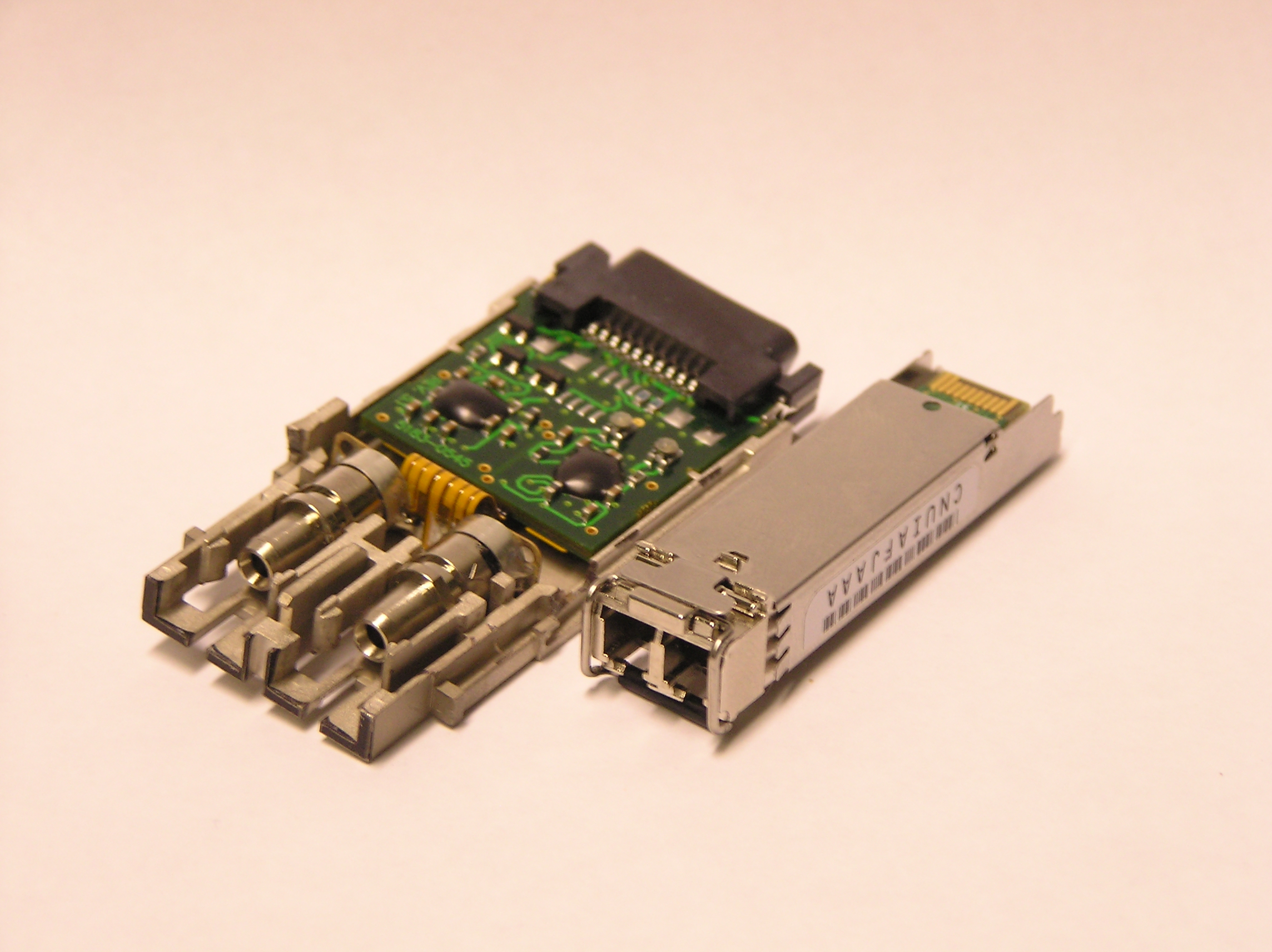
GBIC en SFP transceiver

Met 1000BASE-X worden alle Gigabit Ethernet-varianten aangeduid die gebruik maken van multimode- of single modeglasvezels.  De optische transceivers gebruiken vaak SFP-modules (of GBIC bij oudere modellen). 1000BASE-X is gebaseerd op de standaarden van Fibre Channel voor de fysieke laag. 1000BASE-X Ethernet is niet achterwaarts compatibel met 100BASE-X en ook niet voorwaarts compatibel met 10GBASE-X.
1000BASE-SXbereikt afstanden van 220 tot 550 meter over multimodeglasvezel alnaargelang het type kabel, vooral populair voor gebruik in grote kantoorgebouwen (IEEE 802.3 clausule 38, voorheen IEEE 802.3z)
1000BASE-LSXlijkt sterk op 1000BASE-SX maar bereikt grotere afstanden tot 2 km over een multimodeglasvezelpaar dankzij de hogere kwaliteit van de optische componenten (geen formele standaard)
1000BASE-LXbereikt afstanden tot 5 km over een single modeglasvezelpaar, kan ook gebruikt worden met alle gangbare types multimodeglasvezel met een lengte van maximaal 550 meter (IEEE 802.3 clausule 38)
1000BASE-LX10vrijwel identiek aan 1000BASE-LX maar bereikt afstanden tot 10 km over een single modeglasvezel (IEEE 802.3 clausule 59, voorheen IEEE 802.3ah)
1000BASE-EXlijkt sterk op 1000BASE-LX10 maar bereikt langere afstanden tot 40 km over een single modeglasvezelpaar dankzij de hogere kwaliteit van de optische componenten (geen formele standaard maar een door de industrie geaccepteerde term)
1000BASE-BX10bereikt afstanden tot 10 km over een single modeglasvezel door de TX- en RX-signalen op dezelfde vezel in verschillende golflengten te splitsen (IEEE 802.3 clausule 59, voorheen IEEE 802.3ah)
1000BASE-ZXbereikt afstanden van minimaal 70 km over single modeglasvezel (geen formele standaard maar ondersteund door meerdere fabrikanten)
1000BASE‑CWDMlijkt sterk op 1000BASE-LX10 maar bereikt afstanden van 40 tot 120 km en tot 18 parallelle kanalen over een single modeglasvezelpaar dankzij de hogere kwaliteit van de optische componenten en het gebruik van CWDM (geen formele standaard maar een door de industrie geaccepteerde term)
1000BASE‑DWDMlijkt sterk op 1000BASE-LX10 maar bereikt afstanden van 40 tot 120 km en 64 tot 160 parallelle kanalen over een single modeglasvezelpaar dankzij de hogere kwaliteit van de optische componenten en het gebruik van DWDM (geen formele standaard maar een door de industrie geaccepteerde term)
1000BASE-RHxGigabit Ethernet op basis van kabels uit kunststofvezel (POF), de "-RHA"-variant is gericht op de consumentenmarkt en op thuisnetwerken, "-RHB" is voor industrieel gebruik en "-RHC" is voor toepassingen in de autoindustrie (IEEE 802.3 clausule 115)